# Josée Deshaies
Josée Deshaies (* 20. Jahrhundert in Montreal) ist eine kanadische Kamerafrau.

## Leben
Josée Deshaies studierte Kunstgeschichte in Italien und wurde nach dieser Zeit als Kamera-Assistentin in Montreal tätig. Ende der 1990er erschienen ihre ersten Arbeiten als Kamerafrau unter dem Regisseur Bertrand Bonello.
Für Haus der Sünde (2011) und Saint Laurent (2014) wurde sie für den César für die Beste Kamera nominiert, für Nelly (2016) und Die Frau meines Bruders (2019) für den Canadian Screen Award nominiert. Im Sommer 2024 wurde Deshaies Mitglied der Academy of Motion Picture Arts and Sciences.

## Filmografie (Auswahl)
- 1998: Quelque chose d’organique
- 2001: Der Pornograph (Le pornographe)
- 2002: Royal Bonbon
- 2003: Tiresia
- 2009: Yuki & Nina
- 2010: La Lisière – Am Waldrand (La Lisière)
- 2011: Haus der Sünde (L’Apollonide (Souvenirs de la maison close))
- 2014: Saint Laurent
- 2014: Jacky im Königreich der Frauen (Jacky au royaume des filles)
- 2015: Ephraim und das Lamm (Lamb)
- 2016: Nelly
- 2019: Die Frau meines Bruders (La femme de mon frère)
- 2021: Memory Box
- 2021: Salamandra (La salamandre)
- 2022: Babysitter
- 2022: Nathalie – Überwindung der Grenzen (La dérive des continents (au sud))
- 2023: Passages
- 2023: The Beast (La Bête)
- 2024: À son image
- 2025: Urchin